# Cristina Golotta
Cristina Golotta (Torino, 2 ottobre 1968) è un'attrice italiana.

## Biografia
Diplomata nel 1988 in Arti grafiche all'istituto "G.B. Bodoni" di Torino, Cristina Golotta comincia a lavorare nello stesso anno con una compagnia teatrale per ragazzi. Nel 1991 si diploma con ottimi voti presso il Laboratorio teatrale di Torino diretto da Carla Pescarmona e nel 1995 si diploma presso la scuola di Teatro denominata Teatés diretta da Michele Perriera con esito molto positivo. Completa la sua formazione con maestri come Eugenio Barba e gli attori dell'Odin Teatret, i Dizziacs Teatre, Marco Baliani, Adriana Innocenti, Claudio Spadola, Gabriele Boccaccini, Claudio Di Scanno, Carlo Mazzi. Recita in varie rappresentazioni teatrali in giro per l'Italia, fra cui Cyrano di Edmond Rostand, L'amica delle mogli e Pensaci, Giacomino! di Luigi Pirandello, L'Opera da tre soldi di Bertolt Brecht, Romeo e Giulietta di William Shakespeare e un adattamento teatrale di Fahrenheit 451 di Ray Bradbury.
Recita anche in vari cortometraggi e film (Fuori dal mondo di Giuseppe Piccioni, Honolulu Baby di Maurizio Nichetti, L'eredità di Caino di Sebastiano Montresor e Miacarabefana.it di Lodovico Gasparini) oltre che in alcune puntate della soap opera Vivere.
Nel 2007, si laurea con lode al DAMS dell'Università degli Studi Roma Tre.

## Carriera

### Teatro
- 1988 - Teatro ragazzi con la Compagnia Il Dottor Bostik
- 1991 - Solitudini, regia di M. Balbo
- 1992 - Odissea 1, regia di G. Boccaccini
- 1992 - Futuro anteriore (come aiuto regia)
- 1994 - Morte per vanto, testo e regia di M. Perriera
- 1994 - Tempo e memoria nel diario di Anna Frank, lettura di brani stralcio
- 1994-95 - Him, testo e regia di S. Baldi
- 1995 - Confessioni, regia di W. Manfrè
- 1995 - Da Palermo a Balarm, regia di C. Ambrosetti
- 1995 - Epilogo, testo e regia di E. Chianetta
- 1997 - Le nozze dei piccolo borghesi, di Bertolt Brecht, regia di C. D'Elia
- 1997-98 - Tre brevi commedie, di Samuel Beckett, regia di Y. Taki
- 1998 - Cyrano, di Edmond Rostand, regia di C. D'Elia
- 1999 - Elet 3, luoghi vasti e inesplorati
- 1999 - Woman in Beckett, testi di Samuel Beckett, regia di Y. Taki
- 2000 - Riccioli d'oro e i tre orsi, regia di A. Rosti
- 2000 - Zoe, monologo, regia di L. Cuppari
- 2001 - Ri-sentite condoglianze, su testi di Achille Campanile, regia di M. Russo
- 2001 - Svenimenti, tre atti unici di Anton Čechov, regia di M. Russo (come aiuto regia)
- 2002 - L'opera da tre soldi, di Bertolt Brecht, regia di R. Martinelli
- 2002-03 - L'amica delle mogli, di Luigi Pirandello, regia di G. Dall'Aglio, con Corrado Pani e Marina Malfatti
- 2003 - Le Filosofe, lettura scenica
- 2004 - Pensaci, Giacomino!, di Luigi Pirandello, regia di L. Galassi, con Carlo Croccolo e Adriano Pantaleo
- 2005 - Fahrenheit 451, di Ray Bradbury, regia di M. Fallucchi
- 2006 - Sotto un ponte, lungo un fiume, di Luigi Lunari, regia di L. Damiani
- 2006 - Pseudolus, di Plauto, adattamento e regia di G. Sammartano
- 2006 - Frammenti di sipari, testo e regia di L. Damiani
- 2006-07 - In cammino per Oz, adattamento di M. Kustermann, regia di G. Nanni
- 2007-08 - Dignità autonome di prostituzione, monologo La Carla di e con C. Golotta, regia di L. Melchionna
- 2008 - Romeo e Giulietta, di William Shakespeare, regia di A. Pomposelli
- 2008 - La vita che sarà, di Giuseppe Fontani, regia di M. Lucchesi
- 2009 - Fedra, di G. D'Annunzio, regia di C. Di Scanno
- 2009 - La voce di Eleonora di A.Barina, A. Narsi e C. Golotta, regia di A. Narsi
- 2010 - Dignità autonome di prostituzione, monologo La Carla di e con C. Golotta, regia di L. Melchionna

### Cinema
- 1993 - L'udito, di Roberta Torre (corto)
- 1994 - Amor di pene perduto, di Roberta Torre (corto)
- 1994 - L'ultima mamma draga, di Patrizia Passalacqua e Sonia Patania (corto)
- 1999 - Fuori dal mondo, di Giuseppe Piccioni
- 2001 - Honolulu Baby, di Maurizio Nichetti
- 2004 - Loro chi?, di Andrea Bellocchio (corto)
- 2006 - L'eredità di Caino, di Sebastiano Montresor
- 2007 - Danzando sulla bocca del mare, di Patrizio Cigliano
- 2009 - Miacarabefana.it, di Lodovico Gasparini
- 2011 - Men improve with the years, di Alessandro Maresca (corto)
- 2014 - Ultime Notizie, di Alessandro Maresca (corto)
- 2022 - L'ultima transizione tra memoria e futuro, di Ennio Trinelli, Giuseppe Sciarra, Andrea Natale (documentario)
- 2022 - Borderless, di Nicolas Morganti Patrignani (corto)

### Televisione
- 1999, 2001, 2005 - Vivere
- 2017 - Provaci ancora prof!
- 2019 - The Nest (Il nido)
- 2021 - Dietro la notte